# Dupuis (Verlag)

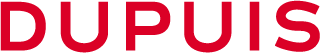
Logo.

Dupuis ist ein belgischer Comicverlag, der vor allem durch das seit 1938 wöchentlich erscheinende Comicmagazin Spirou und die daraus hervorgegangenen Comicserien wie Spirou und Fantasio, Lucky Luke oder Die Schlümpfe bekannt wurde. Der dynamische Stil der Dupuis-Zeichner wird als École Marcinelle bezeichnet, benannt nach dem Firmensitz in Marcinelle, heute ein Stadtbezirk von Charleroi.

## Überblick
Der Verlag Dupuis existiert spätestens seit 1922. Er wurde von Jean Dupuis gegründet und ist grundsätzlich ein französischsprachiger Verlag, gibt aber seit den Anfangszeiten viele seiner Veröffentlichungen auch in niederländischer Sprache heraus. Die Rechte für anderssprachige Veröffentlichungen werden an interessierte Verlage verkauft. Dupuis war lange Zeit ein Familienunternehmen, bis es 1985 infolge von familieninternen Streitigkeiten aufgespalten und u. a. an den belgischen Finanzinvestor Albert Frère verkauft wurde. 2004 übernahm dann der französisch-belgische Medienkonzern Média-Participations den Verlag. Nach eigenen Angaben bedient Dupuis mit 7 Millionen verkauften Comicalben 14 bis 15 Prozent des frankobelgischen Comic-Marktes.

## Die Anfänge
Jean Dupuis gründete 1898 eine Druckerei, von der aus er nach 1918 erste verlegerische Anläufe startete. Dauerhaften Erfolg erzielte er ab 1922 mit der Romanheftreihe Les Bonnes Soirées, gefolgt 1924 von der Unterhaltungs- und (Radio-)Programmzeitschrift Le moustique. Zu beiden Titeln erschienen ab Mitte der 30er-Jahre niederländischsprachige Pendants (De Haardvriend und Humoradio). Die Entwicklung zu einem der größten Comicverlage in Belgien begann 1936, als Jean Dupuis sein bisheriges Verlagsangebot um ein Magazin für Kinder und Jugendliche erweitern wollte, eine Aufgabe, mit der er seine Söhne Paul und Charles beauftragte. So erschien am 21. April 1938 erstmals Spirou, zunächst nur in französischer Sprache mit einer Mischung aus US-amerikanischen Comics wie Superman, Bill Bradford oder Red Ryder und Eigenkreationen wie Spirou und Fantasio oder Tif et Tondu (dt. Gin und Fizz bzw. Harry und Platte). Einige Monate später folgte auch eine niederländische Version unter dem Titel Robbedoes.

## Wachstum nach dem Zweiten Weltkrieg
Während des Zweiten Weltkriegs hatte Dupuis mit einigen Problemen zu kämpfen. Papier war Mangelware, und amerikanische Comics durften nicht veröffentlicht werden. Interventionen der deutschen Besatzungsmacht erzwangen zeitweise sogar die Einstellung der Magazine. Nach Kriegsende erholte sich das Unternehmen rasch. Die Zeitschrift Le moustique wurde um Informationen zum Radio- und später Fernsehprogramm erweitert und wurde eine der meistgelesenen Illustrierten im französischsprachigen Raum. Spirou entwickelte sich neben Tintin zu einem der führenden Comicmagazine in Europa.
Dupuis begann auch mit der Herausgabe einiger Bücher, diese Versuche konnten aber nicht den Erfolg erzielen, der durch die gesammelte Wiederveröffentlichung der Fortsetzungs-Comics aus dem Spirou-Magazin in Buchform, in sogenannten Alben, erreicht wurde. Einige der Comics waren One Shots, also Comicgeschichten, die nur einen Band umfassen, die meisten jedoch Serien wie Lucky Luke, Die Schlümpfe oder Gaston. Viele dieser Alben wurden im Laufe der Jahre immer wieder neu aufgelegt und sicherten dem Verlag dadurch wiederkehrende Einkünfte.

## Ausweitung des Angebots
In den frühen 1960er Jahren versuchte sich Dupuis an weiteren Geschäftsfeldern, unter anderem auch am Merchandising der bekannten Comicserien durch Figuren oder Postern oder der Herstellung von Trickfilmen. Die Filme waren nicht sehr erfolgreich, konnten aber die zugrundeliegenden Comics wieder ins Gespräch bringen. Dennoch schienen die "goldenen Zeiten" bis zum Ende der 1960er Jahre für Dupuis vorbei zu sein. Einige Magazine mussten um Leser kämpfen, die Merchandising-Aktivitäten wurden erheblich zurückgefahren, und das Filmstudio konnte keine Erfolge verbuchen. Nur das Kerngeschäft, die Comics und Comicmagazine, blieb weiterhin erfolgreich, das Comic-Angebot umfasste über 2000 Titel in französischer Sprache. Viele der Serien wurden in den 1990er Jahren als Vorlage für Trickfilme verwendet, darunter auch Papyrus und Spirou und Fantasio. Filme und Comics konnten europaweit verkauft werden.
Im Juni 2004 wurde Dupuis von der Firmengruppe Média-Participations gekauft, die damit nahezu alle großen frankobelgischen Comicverlage, dazu zählen auch Dargaud und Le Lombard, innehat.